# Falstaff (Verdi)
Falstaff (titlul original: în italiană Falstaff) este o operă buffă în trei acte, cu muzica compusă de Giuseppe Verdi pe un libret de Arrigo Boito, adaptat după piesele Henry IV și Nevestele vesele din Windsor de Shakespeare. A fost ultima operă compusă de Giuseppe Verdi.
Din motive de dramaturgie, Verdi a renunțat să compună o uvertură acestei opere.
Premiera a avut loc la 9 februarie 1893, la Teatro alla Scala din Milano
Durata operei: cca 2 3/4 ore.

## Personajele principale
- Sir John Falstaff (bariton)
- Ford, burghez bogat, soțul Alicei (bariton)
- Alice Ford, soția lui Ford (soprană)
- Nanetta, fiica soților Ford (soprană)
- Fenton, un tânăr îndrăgostit de Nanetta (tenor)
- Dr. Cajus, pretendentul Nanettei (tenor)
- Bardolfo, servitorul lui Sir John Falstaff (tenor)
- Pistola, alt servitor al lui Sir John Falstaff (bas)
- doamna Quickly, prietena Alicei Ford (mezzo-soprană)
- doamna Meg Page, altă prietenă a Alicei Ford (mezzo-soprană)
- Hangiul, paji, aprodul lui Falstaff, servitori, cetățeni, popor [1][2]

## Acțiunea
Acțiunea se petrece în orășelul Windsor din Anglia, în timpul domniei regelui Henric al IV-lea.

### Actul I
Tabloul 1. În cârciuma „La jartieră”.
În hanul „La Jartiera”, bătrânul cavaler John Falstaff trândăvește, având în față o sticlă de vin. Doctorul Cajus se plânge de purtarea celor doi valeți ai cavalerului, Bardolfo și Pistola, dar Falstaff rămâne nepăsător. Singura lui preocupare în această clipă sunt banii, căci este încolțit de creditorii pe care nu are cu ce să-i plătească. O posibilă soluție de a ieși din impas ar fi să cucerească două femei bogate din oraș, pe Alice Ford și pe doamna Meg Page. Hotărât să acționeze, Falstaff compune pentru amândouă o scrisoare de dragoste, în dublu exemplar. Dar, invocând cinstea și corectitudinea, cei doi valeți refuză să ducă scrisorile. Enervat, după ce își spune clar părerea despre onoarea pe care nu dă doi bani, Falstaff își concediază servitorii și expediază scrisorile prin aprodul său.
Tabloul 2. În grădina casei lui Ford.
Scrisorile ajung la destinație. Fiind prietene, Alice Ford și Meg Page descoperă înșelătoria și se hotărăsc să-i dea o lecție caraghiosului cavaler. Ajutate de d-na Quickly și de Nanetta, fiica lui Alice, ele îl vor atrage pe Falstaff într-o cursă. Pistola și Bardolfo i-au povestit lui Ford intențiile fostului lor stăpân. Ajutat de doctorul Cajus și de Fenton, un tânăr îndrăgostit de Nanetta, Ford plănuiește și el să se răzbune. Rămași pentru o clipă singuri, Fenton și Nanetta se îmbrățișează cu dragoste.

### Actul II
Tabloul 1. În cârciumă.
Spășiți, Bardolfo și Pistola îi cer iertare lui Falstaff. Prin doamna Quickly, Alice îi trimite lui Falstaff o invitație, îl așteaptă în casa ei chiar în acea zi, dar numai între orele două și trei, când soțul ei va lipsi de acasă. Sub numele de Signor Fontana, Ford i se adresează lui Falstaff cerându-i ajutor în a câștiga inima frumoasei Alice de care, chipurile, este îndrăgostit. Desigur, în acest scop, punga sa se va deschide în fața celui care îi va da concursul. Naiv, Falstaff se laudă în fața falsului Fontana cu întâlnirea pe care o va avea în curând cu Alice. Nefericitul soț se crede înșelat. 
Tabloul 2. Cameră în casa lui Ford.
Alice, Meg Page, Nanetta și doamna Quickly se pregătesc pentru sosirea lui Falstaff. Nanetta obține de la mama sa promisiunea că o va ajuta să se mărite cu iubitul ei, Fenton, în pofida dorinței tatălui de a o da de soție doctorului Cajus. Falstaff sosește. Alice îl cucerește cu ușurință. Dar iată că, îngrozită, doamna Quickly anunță neașteptata sosire a lui Ford. În grabă, Falstaff este ascuns într-un coș cu rufe murdare care va fi scos pe neobservate, chiar sub privirile soțului și aruncat în Tamisa.

### Actul III
Tabloul 1. În fața cârciumii „La jartieră”.
La han, ud și lovit, Falstaff îsi alină durerea și necazul cu un pahar de vin bun. Doamna Quickly reapare. Regretând cele întâmplate, Alice îl invită pe cavaler ca, îmbrăcat în costumul vânătorului negru din legendă, să vină la miezul nopții în parcul orașului. Printre copaci, în întunericul nopții, Falstaff, purtând o pereche de coarne pe cap, se mișcă greoi. Se aude glasul lui Fenton care își cântă dragostea pentru Nanetta. Alice apare și dispare. În urma ei, costumată în zână și înconjurată de "spiritele pădurii", Nanetta dă și ea glas iubirii sale pentru Fenton. Făpturi fantastice îl înconjoară pe Falstaff care, speriat, cade la pamânt, cerând îndurare. După ce îi dau o bătaie zdravană, "spiridușii" își scot măștile și se lasă recunoscuți de către bătrânul cavaler.
Tabloul 2. În parcul din Windsor.
Ford îi cheamă pe doctorul Cajus și pe Nanetta pentru a le da binecuvântarea. Soția sa îi cere ca tot acum, să celebreze și o a doua căsătorie între două măști. Ford binevoitor acceptă. Când cad ultimele măști Cajus află cu stupoare că s-a căsătorit cu... Bardolfo, travestit în hainele Nanettei, în timp ce aceasta se aruncă fericită în brațele lui Fenton. Ford este obligat să accepte situația și să-i ierte pe toți, iar Sir John Falstaff, după ce și-a recunoscut greșelile, este și el acceptat în grupul vesel.